# 러니드 핸드
빌링스 러니드 핸드(Billings Learned Hand, 1872년 1월 27일~1961년 8월 18일)는 미국 판사이며 법 철학자이다. 그는 남부 뉴욕 지구의 지방 법원 판사를 했고 이후에는 미국 항소법원에서 일했다. 핸드는 다른 어떤 하급판사보다 미국 연방 대법원과 법학자들이 더 자주 인용하는 판사이다.
미국 뉴욕주 올버니에서 태어나고 자란 핸드는, 하버드 대학교에서 학부를 철학 전공으로 수마 쿰 라우데(최우수) 졸업하고 로스쿨도 우수한 성적으로 졸업했다. 올버니와 뉴욕 시에서 짧은 변호사 생활을 거친 후, 그는 맨해튼에 있는 연방 지방 법원 판사로 1909년 37세의 나이에 임명되었다. 이 직업은 그의 초연하고 열린 기질과 잘 맞았고, 그가 내린 판결 덕분에 곧 그는 높은 평가와 권위를 부여받을 수 있었다. 1909년에서 1914년 사이에, 그는 허버트 크롤리의 사회 이론에 영향을 받아서 신 민족주의(New Nationalism)를 지지하였다.
핸드는 언어에 재능이 있었으며, 그의 글쓰기는 법문학으로 칭찬 받았다. 그는 1944년 센트럴 파크에 관용(tolerance)을 대중에게 호소하는 내용을 담은 짧은 글을 붙이면서 그 일을 계기로 법원 밖에서 명성이 높아지게 되었다. 국가 전복에 대한 히스테리적인 공포가 나라를 분열시키고 있을 때, 핸드는 시민의 자유를 옹호하는 자유주의자로서 자신의 견해를 피력했다. 핸드의 글을 모은 책은, 1952년에 《자유의 영혼》(The Spirit of Liberty)라는 제목을 출간되었다. 비록 그가 1950년대 워런 법원 시대에 인권 적극주의(judicial activism)를 비판했음에도, 핸드는 자신의 인기를 유지하였다.
핸드는 성문법 해석 분야에서 현대적인 접근의 개척자로 기억되고 있기도 하다. 미국 특허법, 불법 행위(torts), 해사법, 미국 반독점 법을 비롯한 특정 분야에서 그의 판결은, 영속하는 명확한 기준이 되었다. 헌법 문제에서, 그는 정치적으로 매우 진보주의자이면서 동시에 사법 제한주의(judicial restraint)의 지지자이었다. 그는 언론의 자유가 보장되어야 한다고 믿었고, 사회 경제적 문제에 대한 과감한 입법을 지지하였다. 그러나 그는 극단적인 상황을 제외하면 미국 헌법이 법원에게 선출된 국회의원의 입법권을 침해하지 못하게 했다고 주장했다. 대신에 그는 "나에게 모든 좋은 정부의 핵심(원어:epitome-직역:개요, 발췌, 축소판의 뜻)은 관용과 상상력의 결합"이라고 주장했다.

## 어린 시절

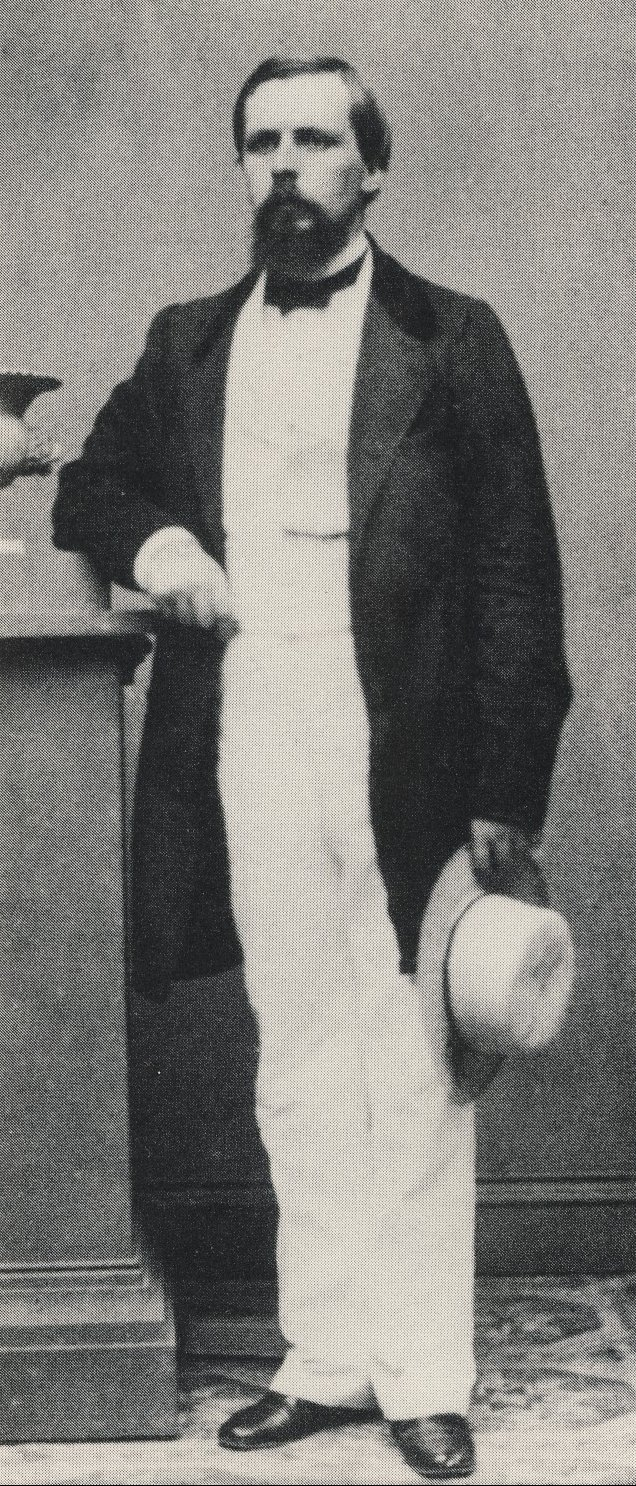
새뮤얼 핸드(Samuel Hand), 러니드의 아버지는 성공한 변호사이었고 53세의 나이로 세상을 떠났다.

빌링스 러니드 핸드는 1872년 1월 27일에 올버니에서 태어났다. 그는 새뮤얼과 리디아 핸드의 두 자녀 중 막내였다. 핸드 가족은 민주당에서 행동주의 전통으로 유명한 가문이었고, 핸드는 올버니의 중심 주거 지역의 편안한 환경에서 성장했다. 그의 가문은 "거의 대물림하면서" 사법 분야의 일을 해왔고, "북부 뉴욕에서 가장 품위있는 법관 가문"으로 묘사되었다.
새뮤얼 핸드는 항소 변호사이었으며, 1860년대 올버니에 기반을 둔 로펌에서 급격하게 승진을 한 끝에 32세의 나이로 로펌을 이끄는 대표 변호사가 되었다. 그는 항소법원 변호인단의 지도자가 되었고, 그렇게 되기 전에는 뉴욕 항소법원에서 "같은 기간 동안 뉴욕의 다른 어떤 변호사보다 많은 수의 사건을 변호한 중요 인물이었다." 새뮤얼 핸드는 거리를 두고 상대방을 위협하는 모습의 사람이었고, 훗날 러니드 핸드는 아버지와 그의 관계가 "사실 친밀하지 않았다"고 적었다. 새뮤얼 핸드는 아들이 14세 때 암으로 사망했다. 그후에 핸드의 어머니는 남편의 성공과 지적 능력, 아버지로서의 품성을 그리워했고, 그것은 핸드에게 사려깊은 압박으로 작용하곤 했다.
리디아 핸드는 어렸을 때 칼뱅주의자 아주머니에게 영향을 받은 인물로, 복잡하고 보호본능이 강한 어머니이었으며, 그녀의 외아들에게 의무감과 죄책감을 느끼게 했다. 러니드 핸드는 어린 시절에 인격이 형성되던 때에 부모가 자신에게 준 영향을 결국 이해하게 되었다. 아버지가 돌아가신 후, 그는 종교가 자신에게 닥친 어려움을 극복하는 데 도움이 된다고 믿어서, 자신의 사촌인 어거스터스 노블 핸드(Augustus Noble Hand)에게 이런 글을 썼다."만약에 네가 이 끔찍한 죽음에 대해 나의 종교가 나한테 주는 평안함의 반절이라도 상상한다면, 너는 그리스도께서 당신께 매달리는 사람들을 결코 버리시지 않는 것을 보게 될거야." 이러한 핸드의 종교적인 고백이 지닌 깊이는 그가 나중에 지니는 불가지론의 입장과 매우 대조되는 것이다.
핸드는 어린 시절에 겪은 야간 공포(night terror:야경증)를 포함해서 일생동안 불안과 의심에 시달렸다. 이후에 그는 자신이 "매우 우유부단하고, 항상 불안정한 사람이며, 매우 겁이 많은" 사람임을 인정했다. 특히 그의 아버지가 세상을 떠난 후, 그는 자신을 맹목적으로 사랑하는 어머니와 아주머니, 여덟살이 더 많았던 여자 형제인 리디아(릴리)에 둘러싸여서 성장했다. 어렸을 때나 어른이 되었을 때나 핸드는 자신의 이름을 못마땅해 했으며, "빌링스"와 "러니드"가 남자 이름 같지 않다고 걱정했다. 1899년 변호사로 일하던 와중에, 그는 빌링스 라는 이름을 쓰지 않고 팜퍼스(pompous)와 훗날 별명이 되는 "B"를 사용하기 시작했다.

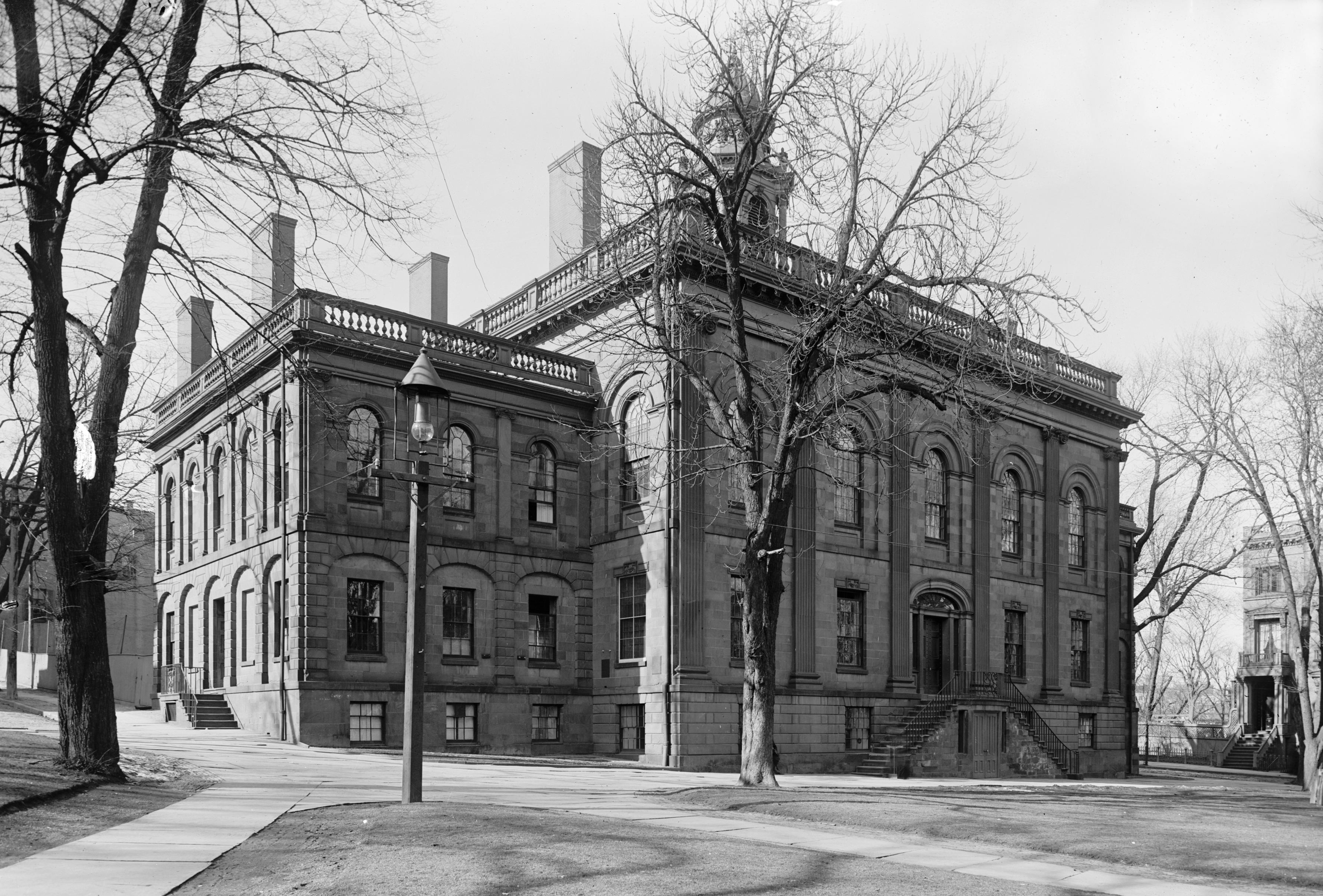
올버니 아카데미,
뉴욕, 올버니

핸드는 2년동안 기초학교를 다닌 뒤 일곱 살 때 그가 10년간 다녔던 학교인 올버니 아카데미로 전학을 갔다. 그는 아카데미의 평범한 가르침과 고대 그리스어와 라틴어에 초점을 맞추어 영어, 역사, 과학, 현대 언어에 대한 수업은 별로 없다시피 하는 폭 좁은 교육과정을 결코 즐거워하지 않았다. 사회적으로 그는 자신을 아웃사이더로 여겼고, 학교의 군사 교련을 별로 달가워 하지 않았다. 방학 때는 엘리자베스 타운에서 학교 생활보다 더 행복한 시간을 보냈다. 그곳에서 핸드는 두 살 많은 사촌이자 미래에 동료가 되는 어거스터스 노블 핸드와 일생동안 지속되는 우정을 발전시켰다. 러니드 핸드가 스스로 말한 바에 따르면 두 사람은 "거친 소년들"이었고, 핸드가 자연과 시골에 대한 애정을 키운 숲과 언덕에서 야영과 도보 여행을 같이 다니곤 하였다. 긴 시간이 흘러 일흔 살이 되었을 무렵에 핸드는, 어렸을 때 엘리자베스 타운에서 살던 남북 전쟁 참전 용사들에게서 배운 여러 노래를 국회도서관에 기록으로 남겼다. 아버지가 돌아가신 뒤, 그는 어머니가 자신이 아버지처럼 공부를 잘할 것이라는 기대를 점점 더 크게 하고 있다는 것을 느꼈다. 핸드는 우수한 성적으로 학교를 졸업하고, 하버드 대학교에 입학했다. 친구들은 윌리엄스 대학과 예일 대학에 들어갔지만, 그는 그 학교들이 "거드름을 피우는 속물 학교"("stuck up, snobbish school")라고 생각했다.

## 하버드 대학에서

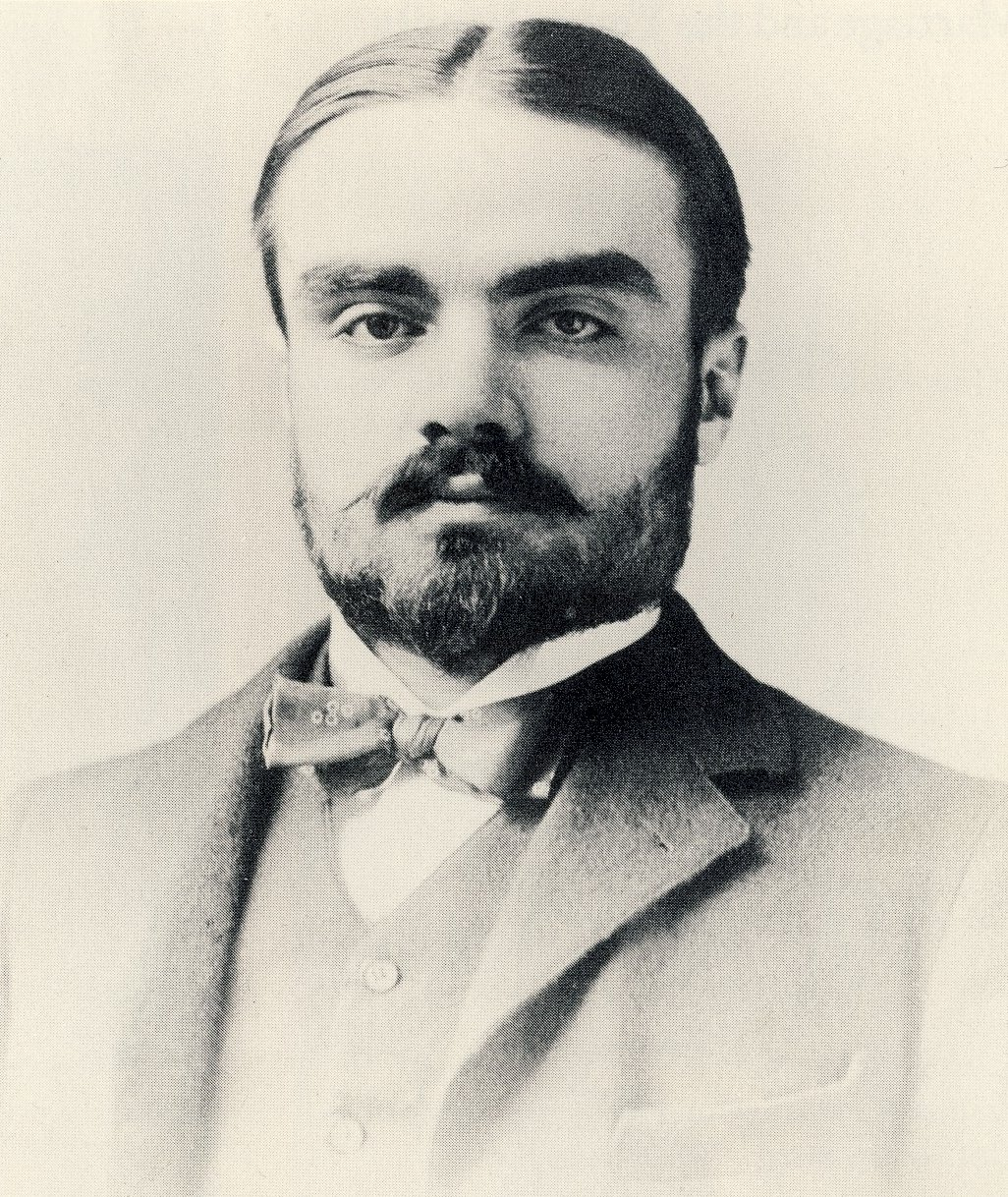
러니드 핸드의 1893년 모습, 하버드 대학교를 졸업하던 때 사진

핸드는 1889년부터 하버드 대학을 다니기 시작했으며, 돌아가신 아버지의 충고를 기억해서 고전과 수학을 열심히 공부했다. 그러나 2학년이 끝나갈 무렵, 학업의 방향을 바꾸었다. 그는 철학과 경제학 강의를 수강했으며, 탁월하고 영감이 넘치는 철학자들인 윌리엄 제임스, 조사이어 로이스, 조지 산타야나의 강의를 들었다.
무엇보다 핸드는, 하버드가 적응하기 쉽지않은 사회환경이라는 것을 알게 되었다. 그는 캠퍼스에서 중요한 비중을 차지하는 사교 클럽 중 어느 곳에도 뽑히지 못했고, 그는 이러한 배제를 예민하게 느꼈다. 동시에 그는 조정 클럽에서는 대체 후보로 자리잡기는 했지만, 글리 클럽과 미식축구 팀에서는 적응하는데 실패했다. 그는 이후에 자신이 "심각한 소년"이었다고 묘사했으며, 담배도 피지 않고 술을 마시지 않으며 성매매를 하지 않고 열심히 일하는 사람이었다고 적었다. 그는 학년이 올라가면서 사람들과 좀 더 친하게 되었다. 그는 오랜 전통을 지닌 사교 클럽인 헤이스티 푸딩 클럽의 회원이 되었고 1892년 학생 뮤지컬에서는 금발 가발을 쓴 코러스 걸(가수 및 무용수)로 출연하기도 했다. 그는 학생 문학 잡지인 "하버드 애드버케이트"(The Harvard Advocate)의 장으로 선출되었다.

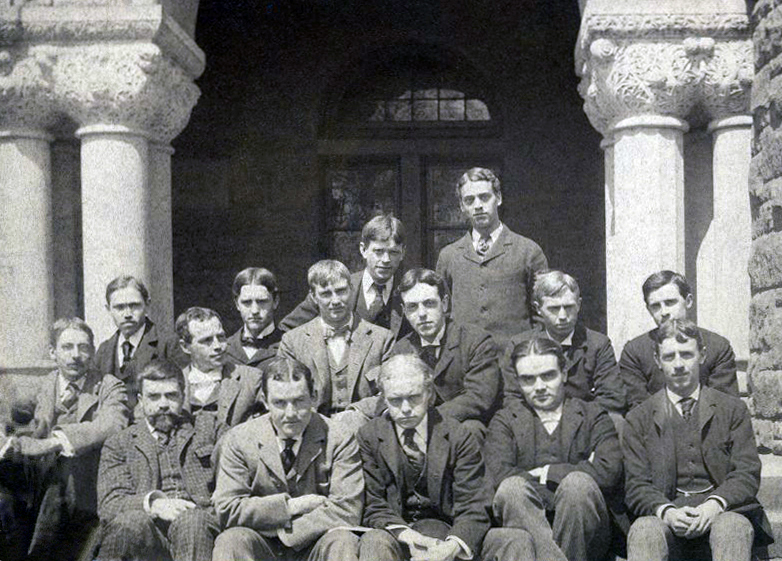
하버드 로스쿨의 오스틴 홀 밖에서 찍은 학생들 사진, 러니드 핸드는 앞줄 오른쪽에서 두 번째에 있다. 1894년에서 1896년 사이에 찍었다.

핸드의 학구열은 결국 그를 학자다운 학생들의 엘리트 모임인 파이 베이타 카파 모임(Phi Beta Kappa Society)에 뽑히게 했다. 그는 최우등으로 졸업했으며, 학사 학위 뿐만 아니라 석사 학위도 받았다. 또한 그는 동급생들의 추천으로 1893년 졸업식 전에 하는 졸업축하회(Class Day)에서 연설을 하게 되었다. 가문의 전통과 주위의 기대에 따르려면 그는 졸업 후에 로스쿨에 입학하여 법을 공부해야 했다. 그러나 잠시동안 그는 졸업한 이후에 철학을 공부하려고 생각했다. 하지만 그의 이런 선택은 가족과 철학 교수로부터 아무런 격려를 받지 못했다. 그는 스스로를 의심하면서, 진로를 점점 법 쪽으로 바꾸어 갈 수밖에 없었다.
핸드는 하버드 로스쿨에서 3년간 공부하면서 지적으로나 사회적으로 자극을 받았다. 2학년 때, 그는 법대생들이 모여 있는 하숙집으로 이사했고 같은 하숙집에 머무는 학생들과 친해졌다. 그들은 열심히 공부했고 철학과 문학을 논하거나 음담패설을 말하는 것을 즐겼다. 학업을 방해하는 일이 있었기 때문에, 핸드가 똑똑하고 아는 것이 많다는 평판은 학부 때에 비교할 때 로스쿨에서는 별로 알려지지 않았다. 그는 모의 법정(moot court)에서 법대생들이 재판과정을 연습하는 클럽(Pow-Wow Club)에도 뽑혔다. 또한 그는 하버드 로스쿨 내에서도 최고로 우수한 학생들만 들어갈 수 있는 저명한 로스쿨 학회지인 하버드 로리뷰(Harvard Law Review)의 편집인으로 뽑히기도 했다. 그러나 그는 편집인의 일이 공부해야 할 시간을 너무 많이 뺏는다는 이유로 1894년 그 자리에서 물러났다.
1890년대 동안 하버드 로스쿨은 학장 크리스토퍼 랑델(Christopher Langdell)이 소개한 판례사례집 방법(casebook method)을 활용한 교육이 막 시작되고 있을 무렵이었다. 랭들을 거친 이후에, 핸드의 교수는 새뮤얼 윌리스톤(Samuel Williston), 존 칩맨 그레이(John Chipman Gray), 제임스 바 에임스 등 여러 명이 있었다. 판례 교육법을 넘어서 법 철학의 영역에 과감히 도전함과 동시에 보편적인 감각과 공평함에 가치를 두는 교수들을, 핸드는 좋아했다. 그가 특히 좋아했던 교수는 제임스 브래들리 세이어(James Bradley Thayer)로, 핸드가 2학년 때 증거를 가르쳤고 3학년 때는 헌법을 강의했다. 폭 넓은 관심사를 지녔던 사람인 세이어는, 핸드의 법학 이론에 주요한 영향을 끼쳤다. 세이어는 법의 확실성보다는 법의 역사적이고 인간적인 차원을 강조했다. 그는 법원이 사회 문제에 관한 판결을 할 때 사법 제한(judicial restraint)을 실천해야 한다고 주장했다.

## 올버니 변호사 생활
1896년 핸드는 스물 네살의 나이로 하버드 로스쿨을 졸업했다. 그는 어머니와 아주머니가 살고 있는 올버니로 돌아갔고, 외삼촌 매튜 헤일과 함께 로펌에서 일하기 시작했다. 불과 몇 달도 지나지 않아서 예상하지 못한 헤일의 죽음 때문에, 핸드는 새로운 로펌으로 자리를 옮겨야만 했고 그 곳에서 1899년에 파트너(partner, 임원) 변호사가 되었다. 그러나 그는 고객의 마음을 사로잡는 데 어려워했고, 일이 시시하고 따분하다고 느꼈다. 그는 얼마 되지 않는 항소 사건을 준비하려고 많은 시간을 연구와 소송 사건 적요서(摘要書)를 쓰는 일로 보냈다. 젊은 나이에 일찍 법정에 출입한 핸드는 재판에 참여할 때 어려움을 느꼈고 점차로 자신감을 잃어갔다. 그는 자신이 법정에서 순발력 있게 대답하는 능력이 부족하다는 점을 걱정하기 시작했다.
2년 동안 핸드는 열심히 연습하면서 변호사로 성공해보려고 노력했다. 1900년에 그는 자신이 지닌 실력에 매우 불만스러워했다. 지적인 자극을 위해서 그는 점점 사무실 밖의 활동을 늘려갔다. 그는 학문적인 글을 썼고, 올버니 로스쿨에서 시간강사로 학생들을 가르쳤으며, 뉴욕 시 변호사 토론 모임에 참여하였다. 또한 그는 정치에도 관심을 보였다. 핸드는 원래 민주당을 지지하는 가문이었지만 1898년 뉴욕 주지사 선거에서는 공화당의 시어도어 루즈벨트에게 투표하였다. 비록 그는 미국-스페인 전쟁에 참가한 루즈벨트가 "군사적 제국주의"의 입장에서 수행한 역할을 비판했지만 루즈벨트가 선거기간에 한 연설에는 동의했기 때문이었다. 핸드는 1900년 미국 대통령 선거에서 공화당 후보로 등록하는 바람에 가족과 논쟁을 벌여야 했다. 올버니에서의 삶과 일에 더 이상 만족하지 못한 그는 가족의 반대를 무릅쓰고 뉴욕시에서 일자리를 구하기 시작했다.

## 결혼과 뉴욕
서른 살이 넘을 때까지 여성에게 별다른 관심을 보이지 않았던 핸드는 스스로를 혼자 살 운명을 타고난 사람이라고 여겼다. 그러나 1901년 여름 휴가 동안 퀘벡의 라 말베이(La Malbaie)에 있는 휴양지에서 그는 브린 모르 칼리지를 졸업한 스물 다섯 살의 프랜시스 핀케(Frances Fincke)를 만났다. 보통 많은 경우에 결단력이 없던 편이었지만, 그가 프로포즈를 하기 까지는 몇 주가 걸리지 않았다. 핀케는 좀 더 신중해서 그녀가 프로포즈에 답하기 까지는 거의 일 년이 걸렸고, 그녀의 대답을 기다리면서 핸드는 편지도 쓰고 그녀를 만나기도 했다. 그는 또한 좀 더 심각하게 뉴욕에서 일자리를 찾고 있었다. 이듬 해 여름에 핸드와 핀케는 라 말베이로 돌아갔고, 1902년 8월이 끝날 무렵에 두 사람은 약혼을 하면서 첫 키스를 했다. 그들은 1902년 12월 6일에 결혼했고, 얼마 지나지 않아서 핸드는 맨하탄에 있는 자브리스키, 부릴 앤 머레이(Zabriskie, Burrill & Murray) 로펌에 일자리를 얻게 되었다. 이 부부는 세 명의 딸을 낳았는데, 세 딸의 이름은 메리 데슨(Mary Deshon) (1905), 프랜시스(Frances) (1907), 그리고 콘스탄츠(1909)이다. 이 무렵에 핸드는 걱정스러운 남편이자 아버지임이 판명되었다. 그는 자신의 의사에게 정기적으로 아이들의 병을 받아들이기 어렵다고 편지를 쓰곤 했다. 그 자신은 1905년 2월에 폐렴에 걸렸고, 회복하기까지 몇 달이 걸렸다.

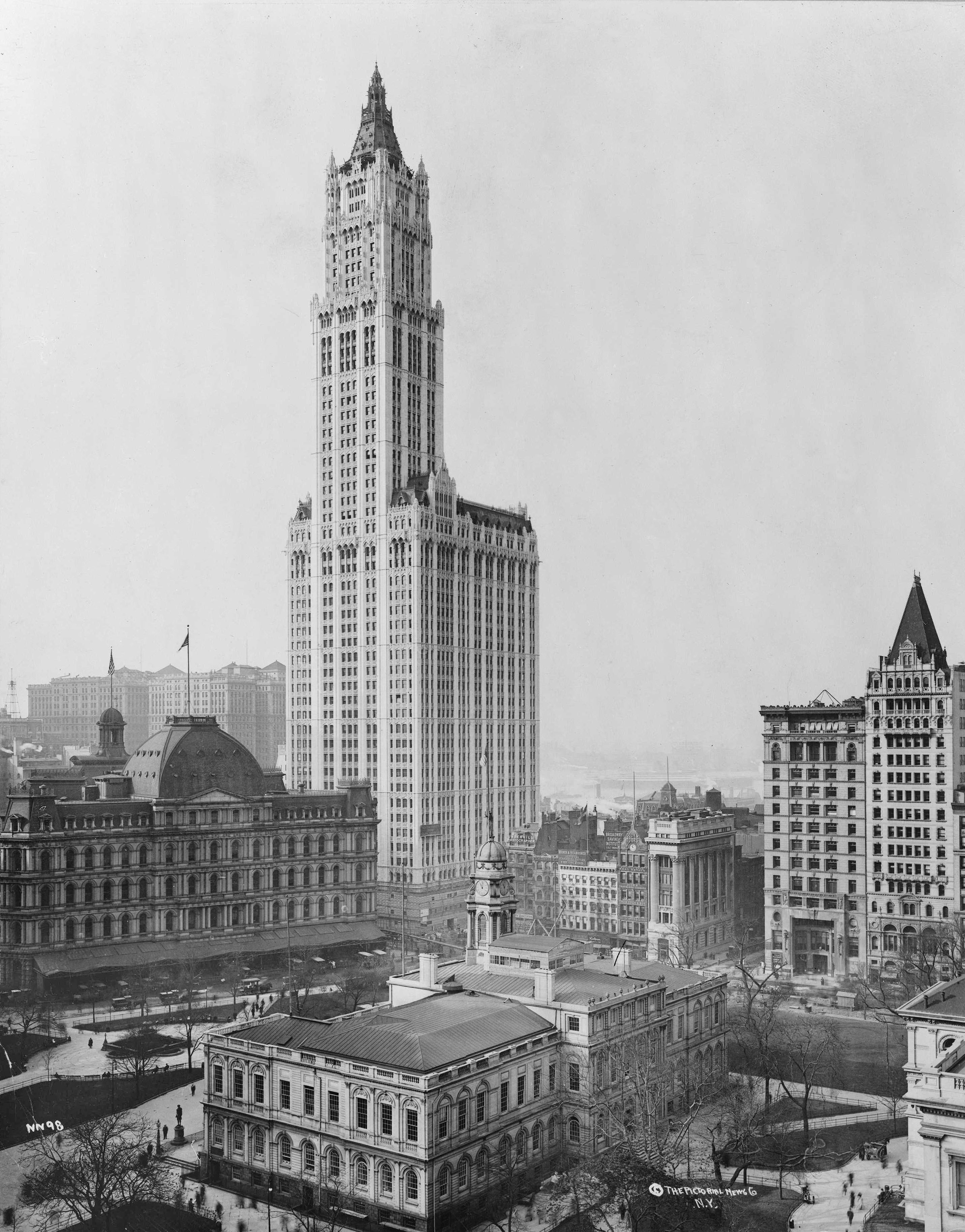
1914년 핸드는 자신의 변호사 사무실을, 브로드웨이를 가로질러 초라한 우체국 빌딩(왼쪽)에서 건설된 지 얼마 되지 않았으며 당시 세계에서 가장 높은 건물이었던 울워스 빌딩(가운데)으로 옮겼다.

가족은 첫 여름을 마운트 키스코에서 보냈으며, 핸드는 몇 주동안 통근을 해야 했다. 1910년이 지난 후에 그들은 뉴햄프셔 주 코니쉬에 있는 피서용 별장을 빌렸고, 작가들과 예술가들이 모여 사는 마을에서 사회적 영향을 받았다. 핸드는 1919년에 그 별장을 구입했으며, 핸드 가족은 그 곳을 "법정"이라고 불렀다. 당시에 코니쉬는 뉴욕에서 기차로 9시간 걸리는 곳이어서 핸드와 아내는 오랜 기간 주말이나 휴가 기간이라야 만나는 부부가 되었다. 핸드는 유명한 예술가인 맥스필드 패리시(Maxfield Parrish)와 친구가 되었고, 핸드 부인은 막스프리드의 그림을 위해서 모델이 되어 포즈를 취해 주기도 했다. 핸드는 또한 코니쉬에 살던 다트머스 대학교 교수인 루이스 도우와 가까운 친구가 되었다. 아내인 프랜시스 핸드가 남편이 뉴욕에 있는 동안에 도우와 함께 보내는 시간이 점점 늘어나면서 결혼 생활에 갈등이 서서히 생기기 시작하였다. 그러나 도우와 그녀가 연인 사이이었다는 증거는 없다. 핸드는 아내에게 자신과 좀 더 많은 시간을 보내자고 말했고, 도우와의 우정도 유지하였다. 그는 결혼 초반에 자신이 아내의 필요를 충분히 헤아리지 못했다고 스스로를 탓했고, 자신이 "나와 다른 당신의 방식과 당신의 권리 그리고 당신이 원하는 것에 대해서 무감각하고 어두웠음"을 고백하였다. 다른 한편으로 그가 그녀의 전부를 잃어버릴 것을 두려워 했기 때문에, 핸드는 다른 남자와 시간을 보내고 싶어하는 프랜시스의 희망사항을 수용하였다.

## 주해
1. ↑  얼 워런 시대에 미 연방 대법원이 진보적인 판결을 내리면서 다른 한편으로는 사법부가 판결을 통해 적극적으로 사회문제 해결에 개입하는 사법 적극주의로 이름을 날렸다는 점에서 볼 때, 러니드 핸드의 입장은 정치적 성향과 사법부의 권한에 대한 입장 사이에 존재하는 보통의 연결고리 즉, 진보-적극, 보수-제한이라는 일반적인 노선에서 벗어난 것이었다. 네이트 백과 사전 스캘리아[깨진 링크(과거 내용 찾기)] 의 사례를 참조할 것. 스캘리아는 보수주이자이면서 사법 제한주의를 지지하고 있다.

## 참고 문헌
- 아우에르바흐(Auerbach), 예롤트(Jerold S.) (1977). 《동등하지 않은 정의: 근대 미국에서 변호사들과 사회적 변화 (Unequal Justice: Lawyers and Social Change in Modern America)》. 옥스퍼드(Oxford): 옥스퍼드 대학교 출판부(Oxford University Press). ISBN 978-0-19-502170-7..
- 보우딘(Boudin), 마이클(Michael) (1995). “수석 기술자(The Master Craftsman)”. 《스탠퍼드 법 리뷰(Stanford Law Review)》 47 (2): 363–386. doi:10.2307/1229231. . (JSTOR 예약은 오직 온라인으로만 가능함.)
- 보이어(Boyer), 폴(Paul S.) (2002). 《Purity in Print: Book Censorship in America from the Gilded Age to the Computer Age》. Madison, WI: University of Wisconsin Press. ISBN 978-0-299-17584-9.
- 캐링턴(Carrington), 폴(Paul) (1999). 《민주주의의 집사: 법과 공적 선언(Stewards of Democracy: Law as Public Profession)》. New York: Basic Books. ISBN 978-0-8133-6832-0..
- 키렐스테인(Chirelstein), 마빈(Marvin) (1968). “과세 회피 법에 대한 러니드 핸드의 공헌(Learned Hand's Contribution to the Law of Tax Avoidance)”. 《Yale Law Journal》 77 (3): 440–474. doi:10.2307/794940. . (JSTOR subscription required for online access.)
- 드워킨(Dworkin), 로날드(Ronald) (1996). 《자유의 법: 미국 헌법의 도덕적 읽기(Freedom's Law: The Moral Reading of the American Constitution)》. Oxford: Oxford University Press. ISBN 978-0-19-826470-5..
- Griffith, Kathryn (1973). 《Judge Learned Hand and the Federal Judiciary》. Norman: Oklahoma University Press. ISBN 978-0-8061-1071-4..
- 귄써(Gunther), 제랄드(Gerald) (1994). 《러니드 핸드: 그 사람 그리고 그 법관(Learned Hand: The Man and the Judge)》. 뉴욕(New York): Knopf. ISBN 978-0-394-58807-0..
- 핸드(Hand), 러니드(Learned) (1977).  딜라드(Dilliard), Irving, 편집. 《자유의 영혼(The Spirit of Liberty)》. Chicago: University of Chicago Press. ISBN 0-226-31544-4..
- 호르비츠(Horwitz), 모튼(Morton J.) (1995). 《미국법의 변천 1870-1960(The Transformation of American Law 1870–1960)》. 옥스퍼드(Oxford): 옥스퍼드 대학교 출판부(Oxford University Press). ISBN 978-0-19-507024-8..
- 아이런스(Irons), 피터(Peter) (1999). 《연방대법원 사람들의 역사(A People's History of the Supreme Court)》. 뉴욕(New York): Viking Penguin. ISBN 978-0-670-87006-6..
- 주드(Judd), 오린(Orrin) (1947). “러니드 핸드 법관과 형법(Judge Learned Hand and the Criminal Law)”. 《Harvard Law Review》 60 (3): 405–422. . (JSTOR subscription required for online access.)
- 폴렌스버그(Polenberg), 리차드(Richard) (1995). “자유주의자 사이에 보수주의자와 보수주의자 사이에 자유주의자: 러니드 핸드의 삶('A Conservative among Liberals, and a Liberal among Conservatives': The Life of Learned Hand)”. 《Reviews in American History》 23 (2): pp. 296–301. doi:10.1353/rah.1995.0051. . (JSTOR subscription required for online access.)
- 오에익스(Oakes), 제임스(James) (1995). “그 명인(The Master Craftsman)”. 《Stanford Law Review》 47 (2): 387–394. doi:10.2307/1229232. . (JSTOR subscription required for online access.)
- 포스너(Posner), 리차드(Richard) (1994). “러니드 핸드 전기와 사법적 위대함에 대한 질문(The Learned Hand Biography and the Question of Judicial Greatness)”. 《The Yale Law Journal》 104 (2): 511–540. doi:10.2307/797010. . (JSTOR subscription required for online access.)
- 레벤(Rabban), 데이비드(David M.) (1999). 《잊혀진 시절의 자유 연설, 1870-1920(Free Speech in Its Forgotten Years, 1870–1920)》. Cambridge University Press. ISBN 978-0-521-65537-8..
- 리차드슨(Richardson), 엘리엇(Elliot L.) (1995). “자유의 영혼은 회의적이다(The Spirit of Liberty Is Skeptical)”. 《Boston University Law Review》 75: 231. .
- 쉬크(Schick), 마빈(Marvin) (1970). 《러니드 핸드의 법정(Learned Hand's Court)》. Baltimore: Johns Hopkins Press. ISBN 978-0-8018-1214-9..
- 쉥크스, 허셜(Shanks, Hershel), 편집. (1968). 《판결의 예술과 기술: 러니드 핸드 법관의 판결(The Art and Craft of Judging: The Decisions of Judge Learned Hand)》. 뉴욕(New York): 맥밀란( Macmillan). OCLC 436539.
- 스테너(Stettner), 에드워드(Edward A.) (1993). 《근대 자유주의의 형성: 허버트 크롤리와 진보사상(Shaping Modern Liberalism: Herbert Croly and Progressive Thought)》. awrence, KS: 캔자스 대학교 출판부(University Press of Kansas). ISBN 978-0-7006-0580-4..
- 스톤(Stone), 제프리(Geoffrey R.) (2004). 《위험한 시기: 1798년 선동행위부터 전쟁 공포에 이르는 전쟁기간의 자유연설(Perilous Times: Free Speech in Wartime From the Sedition Act of 1798 to the War on Terrorism)》. 뉴욕(New York): Norton. ISBN 978-0-393-05880-2..
- 바일, 존(Vile, John R.), 편집. (2003). 《위대한 미국 판사들:백과사전(Great American Judges: An Encyclopedia)》 1. 산타 바바라(Santa Barbara): ABC–CLIO. ISBN 978-1-57607-989-8..
- 웨인립(Weinrib), 에른스트(Ernest J.) (1995). 《사법(私法)사상(The Idea of Private Law)》. Cambridge, MA: 하버드 대학교 출판부(Harvard University Press). ISBN 978-0-674-44212-2..
- 웨스트브룩(Westbrook), 로버트(Robert B.) (1993). 《존 듀이와 미국 민주주의(John Dewey and American Democracy)》. Ithaca, NY: 코넬 대학교 출판부(Cornell University Press). ISBN 978-0-8014-8111-6..
- 화이트(White), 에드워드(G. Edward) (2007). 《미국 사법 전통:주요한 미국 판사 인물 소개(The American Judicial Tradition: Profiles of Leading American Judges)》. 옥스퍼드(Oxford): 옥스퍼드 대학교 출판부(Oxford University Press). ISBN 978-0-19-513962-4. .
- 라이트, 찰스 앨런(Wright, Charles Allan), 《사법의 전당에 들어간 근대적 햄릿》("A Modern Hamlet in the Judicial Pantheon"), 93 Michigan Law Review 1841 (1995).
- 위잔스키(Wyzanski), 찰스(Charles E.) (1964). 〈Introduction〉.   Hand, Learned. 《기본적 인권에 관한 선언(The Bill of Rights)》. New York: Atheneum. OCLC 4038843.